# Ryan Held
Ryan Held, född 27 juni 1995, är en amerikansk simmare.

## Karriär
I december 2021 vid kortbane-VM i Abu Dhabi tog Held sex medaljer. Individuellt tog han silver på 50 och 100 meter frisim. I lagkapperna var Held med och tog guld på 4×200 meter frisim och 4×50 meter medley, silver på 4×100 meter medley samt brons på 4×100 meter frisim.
I juni 2022 vid VM i Budapest var Held en del av USA:s kapplag som tog guld på 4×100 meter frisim. Han var även en del av kapplaget som tog silver på 4×100 meter medley och brons på 4×100 meter mixad frisim.